# Pomorski častnik
Pomorski častnik je naziv za častnika v pomorstvu, ki je v uporabi v civilni in vojni mornarici.
Častniki so za kapitanom ladje najvišje rangirani člani posadke, ki predvsem skrbijo za izpolnjevanje kapitanovih ukazov in mu svetujejo pri vodenju ladje.